# Barnkunskap
Barnkunskap var ett skolämne i den svenska grundskolan som skulle ge kunskap om graviditet, barnafödande och barns utveckling. Ämnet undervisades vanligen i nionde klass under 1980-talet och början av 1990-talet. I samband med införande av Lpo 94 försvann barnkunskap som eget ämne och slogs ihop med hemkunskap till hem- och konsumentkunskap. Barnkunskap skulle förbättra kunskapen om barn så att eleverna skulle klara sig bättre som förälder i framtiden.